# Vrangsinn
Daniel Vrangsinn Salte (Sandnes, 1974) è un musicista, poeta ed artista grafico norvegese; meglio conosciuto come bassista nella black metal band Carpathian Forest.
È presidente della Misantrof ANTIRecords una società no-profit nata nel 2007, attraverso la quale pubblica da sé la propria musica e quella di altre band gratuitamente al pubblico. Alle volte vende copie fisiche tramite la homepage ufficiale del suo sito. Vrangsinn crede che l'arte appartenga all'umanità come qualunque altra cosa e che tutti abbiano uguali diritti di accedervi.

È ateo antiteista e le sue pubblicazioni criticano religione e credo.
Nella sua carriera da musicista si contano non solo pubblicazioni con i Carpathian Forest, ma anche collaborazioni con altre formazioni, tra cui: gli A Waste of Talent, i Deathcult, i Secht (coi quali ha pubblicato un album omonimo nel 2006) ed i World Destroyer; mentre in passato ha avuto modo di lavorare con i Deep-Pression (Void of Morning, 2009), gli Hatepulse, i Neetzach (True Servants of Satan, 2006) ed i Sectumsempra.